# Birkapigen
Birkapigen (på svensk Birkaflickan) er navnet på et barneskelet fra vikingetiden, der blev fundet i Birka på Bjørkø i Mälaren vest for Stockholm. Pigen har levet i 900-tallet og har været seks år ved sin død. Alderen blev bestemt ved undersøgelse af hendes tænder, og hendes køn er bestemt på baggrund af de gravgaver hun har fået: et spænde af guld og bronze, en perlehalskæde, en kniv og en benbeholder til synåle. Gaverne tyder på, at hendes familie har været velhavende.
Senere analyser af Birkapigen indikerer, at hun ikke kom fra Mälarregionen. Dragten og smykkerne er heller ikke typiske for dette område. Det er mere sandsynligt, at hun kom fra Nordtyskland eller det sydlige Danmark.
Skelettet opbevares på Statens historiska museum.